# Potamós Pineiós
Potamós Pineiós är ett vattendrag i Grekland.   Det ligger i prefekturen Nomós Ileías och regionen Västra Grekland, i den sydvästra delen av landet, 220 km väster om huvudstaden Aten.